# Selenia ustularia
Selenia ustularia là một loài bướm đêm trong họ Geometridae.